# Роскілле (футбольний клуб)
Роскілле (дан. FC Roskilde) — данський футбольний клуб з однойменного міста. Домашні матчі проводить на стадіоні «Роскілле Ідретспарк», що вміщає 6000 глядачів.

## Історія
Заснований у 2004 році шляхом об'єднання трьох місцевих клубів. Відразу після створення він був включений у 2-й дивізіон (3-й рівень данського футболу). У сезоні 2007/08, вперше за свою історію, клуб вийшов до 1-го дивізіону (2-й рівень). У сезоні 2011/12 він посів 12-те місце і повернувся до 2-го дивізіону. У сезоні 2013/14 «Роскілле» знову просунувся до 1-го дивізіону.

## Відомі гравці
- Фредерік Шрам (учасник ЧС-2018)